# Tapulous
Tapulous est un éditeur de jeu vidéo spécialisé dans les plateformes iPhone et Android. La société a été fondée en février 2008 grâce à un investissement de 1,8 million d'USD réalisé par Marc Benioff, Jeff Clavier et Andy Bechtolsheim ainsi que Rajeev Motwani.
Le 1er juillet 2010, Disney Interactive Media Group achète la société et l'intègre à Disney Interactive Studios.

## Production
Sa production est orientée vers les applications musicales avec comme produit phare Tap Tap Revenge, un clone de Rock Band.
- la série Tap Tap avec Tap Tap Revenge et ses déclinaisons
  - Justin Bieber Revenge
  - Lady Gaga Revenge
  - Lady Gaga Revenge 2
  - Born This Way Revenge
  - Bruno Mars Revenge
  - Nickelback Revenge
  - Nine Inch Nails Revenge
  - Linkin Park Revenge
  - Katy Perry Revenge
  - Katy Perry Revenge (by bing)
  - Tap Tap Nirvana
  - Tap Tap Metallica
- Tap Tap Radiation
- Riddim Ribbon
- Collage gestion d'image
- Twinkle

## Source
- Breaking: Tapulous Acquired By Disney